# 1690년
1690년은 일요일로 시작하는 평년이다.

## 연호
- 청(淸) 강희(康熙) 29년
- 일본(日本) 겐로쿠(元禄) 3년
- 후 레 왕조(後黎朝) 찐호아(正和) 11년

## 기년
- 류큐(琉球) 쇼테이왕(尚貞王) 22년
- 청(淸) 성조 강희제(聖祖 康熙帝) 29년
- 조선(朝鮮) 숙종(肅宗) 16년
- 후 레 왕조(後黎朝) 희종(熙宗) 15년

## 사건
- 장희빈이 중전의 자리에 오른다.
- 조선 숙종이 아들 윤을 왕세자로 책봉한다.
- 영국이 포클랜드 제도를 명명.
- 영국 동인도 회사가 인도 동부 콜카타 (캘커타) 지역을 받았다.
- 7월 1일 - 보인 강 전투 발발.

## 탄생
3월 18일 - 독일의 수학자 크리스티안 골트바흐.